# Casimir Zagourski
Casimir Zagourski, né le 9 août 1883 à Żytomierz et mort le 10 janvier 1944 à Léopoldville, est un photographe et voyageur polonais.
Installé dans l'ancien Congo belge, il est l'auteur de très nombreux clichés ethnologiques sur les peuplades de l'Afrique noire.

## Biographie
Casimir Zagourski naît Kazimierz Zagórski à Żytomierz, Empire russe, dans une famille de la noblesse polonaise. Après ses études, il s'engage dans l'Armée impériale russe jusqu'en 1917, quand il devient inséré en tant qu'officier dans l'Armée polonaise.
En 1924, il émigre en Afrique centrale. En décembre de cette même année, le colonel Zagourski — il a francisé son nom — s'installe au Congo belge comme photographe. Il monte un studio à Léopoldville, où il devient le concessionnaire officiel d'Agfa pour le matériel photographique.
De juin à août 1928, il couvre pour le Gouvernement belge la visite au Congo des souverains Albert 1er et Élisabeth. Plusieurs dizaines de clichés paraissent dans les différentes éditions de L'Illustration congolaise dont l'album spécial en cuir bleu que cette revue réserve à une centaine de souscripteurs fortunés comme le chimiste belge Armand Solvay ou Frédéric Brady, le magnat américain du tabac.
Dès 1929 (et plus tard en 1932, 1935 et 1937), Zagourski se lance dans plusieurs expéditions à travers le Congo et les pays voisins (Rwanda, Kenya, TchadModèle:Etc). II en revient avec plusieurs centaines de clichés dans lesquels il sélectionne ceux qui lui servent à créer son œuvre maîtresse : L'Afrique qui disparaît !. Environ 450 photographies y sont réparties en deux séries principales et une série annexe. Ces véritables tirages argentiques sont ensuite expédiés en Allemagne pour y faire imprimer un dos façon carte postale. Zagourski les vend ensuite dans son studio de Léopoldville, à la pièce, ou en album de cuir qu'il fait façonner spécialement par un artisan.

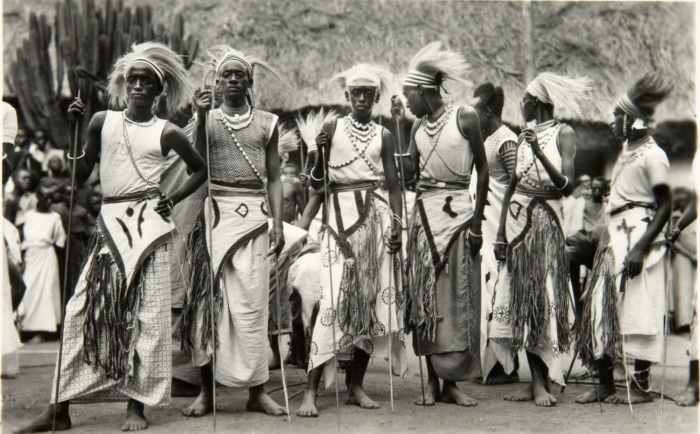
Danseurs du Rwanda (1929-1937), Amsterdam, Tropenmuseum.

En 1930, le ministère des Colonies lui commande un important travail cinématographique sur le Bas-Congo. On a perdu toute trace du film qui avait été réalisé à cette occasion. La même année, il expose ses photographies à Toruń en Pologne et aurait participé, selon les sources[réf. nécessaire], à l'Exposition internationale d'Anvers de 1930 en Belgique.
En 1935, le ministère des Colonies, avec lequel il coopère, fait publier dans L'Illustration congolaise dix de ses photographies sur les monuments et l'architecture de Léopoldville. Zagourski, pour son compte, en publiera plusieurs dizaines en format carte postale. En mars 1935, le gouverneur général de l'Afrique-Équatoriale française, Édouard Renard ainsi que son épouse, son chef de bataillon Alfred Bonningue et les trois hommes d'équipage après être décollé de Brazzaville pour une tournée d’inspection en direction du Tchad disparaissent dans un accident d'avion en pleine brousse aux environs de Bolobo, sur le territoire du Congo belge. Zagourski est sollicité pour participer aux recherches de l'épave et les photographies de son reportage paraissent, en avril, dans la presse française et belge.
La galerie Philippe Schrauben, spécialiste de l'œuvre, la vente et l'achat de clichés originaux de Zagourski, possède dans sa collection privée, plusieurs dizaines de photographies sur cette catastrophe[réf. nécessaire]. Une série de clichés a été prise à l'aéroport de Brazzaville au moment de l'embarquement du gouverneur Édouard Renard. Une autre série a été prise sur les lieux de la catastrophe à la demande des gouvernements français et belge.

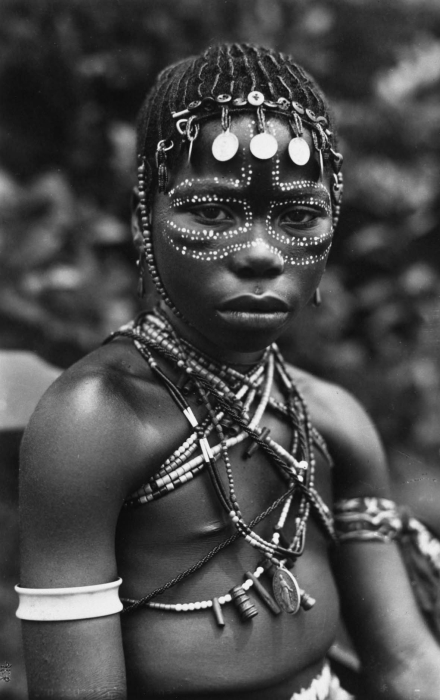
Jeune fille Yakoma en tenue de danseuse (1929-1937), Rotterdam, Wereldmuseum.

En 1937, Zagourski est présent au pavillon belge de l'Exposition internationale de Paris. Il y expose 60 agrandissements qu'il a spécialement réalisés pour l'occasion. La même année, il expose à la Maison de France à Brazzaville une série de clichés consacrés à L'Afrique qui disparaît ! et à la ligne de chemin de fer Congo-Océan. On pense aussi que c'est à cette époque qu'il développe ses 22 clichés sur l'excision des jeunes filles de la peuplade des M'Bouaka. Cette série, tirée à très peu d'exemplaires, sera jointe à l'ensemble L'Afrique qui disparaît !.
En 1938, il parvient à garder quelques agrandissements de Paris et les expose à Poznań en Pologne. Les autres seront transférés, à sa demande, par le ministère des Colonies au Musée royal du Congo belge à Tervueren en Belgique.
En juillet 1939, Zagourski couvre l'inauguration du monument commémoratif de la mort du roi Albert à Léopoldville. L'Illustration congolaise sélectionne seize photographies qu'elle publie dans une édition spéciale.
Zagourski est en Pologne lorsque l'Allemagne envahit le pays et déclenche la Seconde Guerre mondiale. Ce n'est que grâce à l'intervention de la direction d'Agfa-Gevaert qu'il peut quitter le pays au début de 1940. Il regagne alors la Belgique où une maladie des reins l'oblige à se faire opérer. Devant l'avancée des troupes allemandes qui commencent à occuper toute l'Europe, il part pour le sud de la France et continue vers le Portugal, d'où il parvient à embarquer dans un bateau pour le Congo. En 1941, il se trouve à Brazzaville, où il fait quelques rares photographies du général de Gaulle.
Zagourski ne parvient pas à surmonter sa maladie et meurt le 10 janvier 1944, à Léopoldville, où il est enterré.
Après deux ans de gérance par l'administration belge, le studio de Zagourski est repris, en 1946, par son neveu. Jusqu'en 1959, celui-ci fera des photographies de studios, des clichés commerciaux et de piètres retirages des photographies de son oncle. Le studio sera définitivement fermé en 1976.